# Mondrille

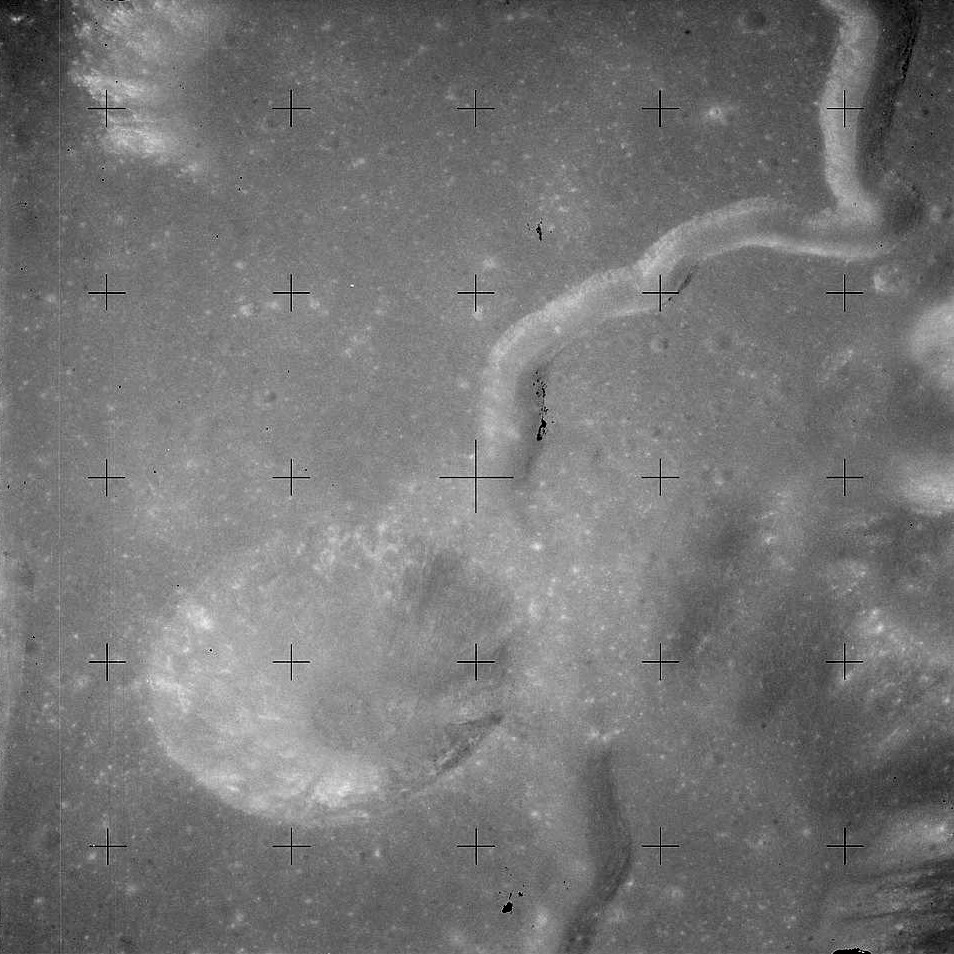
Rima Hadley, eine Rille vom gewundenen Typ, wurde im Rahmen der Apollo-15-Mission näher untersucht.

Als Rille (auch im Englischen) oder Rima (Pl. Rimae, lat. ‚Spalte‘, ‚Riss‘) wird eine relativ schmale, langgezogene Eintiefung in der Oberfläche des Erdmondes bezeichnet. Dabei werden zwei Arten von Rillen unterschieden, die offenbar jeweils durch völlig verschiedene geologische Prozesse entstanden sind:
- Gerade Rillen sind durch geologische Störungen entstanden und entsprechen den tektonischen Gräben und Grabenbrüchen auf der Erde. Sie sind meistens mehrere 1000 Meter breit und hunderte von Kilometern lang. Ihre Tiefe beträgt bis zu 400 Meter.
- Gewundene Rillen erinnern stark an irdische Gerinne, zumal sie in höher gelegenem Terrain beginnen und offensichtlich dem Gefälle folgen. Da es jedoch nie flüssiges Wasser auf dem Mond gab, gehen sie sehr wahrscheinlich auf Lavaströme zurück, die mit dem Mare-Vulkanismus in Zusammenhang stehen, und teilweise handelt es sich wohl auch um Lavaröhren, deren Decke abschnittsweise komplett eingestürzt ist.[2] An den oberen Enden dieser mehrere 100 Kilometer langen Rillen finden sich oft kraterähnliche Depressionen.

Die bekanntesten Mondrillen sind:
- Rima Hyginus mit dem kleinen Krater Hyginus am Knickpunkt der Rille,
- die verzweigten Triesnecker-Rillen,
- Rima Hadley am Fuß der Montes Apenninus, in deren Nähe Apollo 15 landete,
- die breite Rima Ariadaeus.